# Crotalaria vallicola
Crotalaria vallicola är en ärtväxtart som beskrevs av Baker f.. Crotalaria vallicola ingår i släktet sunnhampor, och familjen ärtväxter. Inga underarter finns listade i Catalogue of Life.